# Frugerès-les-Mines
Frugères-les-Mines redirige ici.
Frugerès-les-Mines - ou Frugères-les-Mines - est une commune française située dans le département de la Haute-Loire, en région Auvergne-Rhône-Alpes.

## Géographie

### Localisation
La commune de Frugerès-les-Mines se trouve dans le département de la Haute-Loire, en région Auvergne-Rhône-Alpes.
Elle se situe à 71 km par la route du Puy-en-Velay, préfecture du département, à 14 km de Brioude, sous-préfecture, et à 3 km de Sainte-Florine, bureau centralisateur du canton de Sainte-Florine dont dépend la commune depuis 2015 pour les élections départementales.
Les communes les plus proches sont : 
Vergongheon (2,0 km), Sainte-Florine (2,3 km), Lempdes-sur-Allagnon (2,8 km), Brassac-les-Mines (3,5 km), Vézézoux (3,7 km), Charbonnier-les-Mines (3,8 km), Moriat (4,1 km), Bournoncle-Saint-Pierre (4,8 km).
|                      | Sainte-Florine     |             |
| Lempdes-sur-Allagnon | Frugerès-les-Mines |             |
|                      |                    | Vergongheon |

### Climat
Pour des articles plus généraux, voir Climat d'Auvergne-Rhône-Alpes et Climat de la Haute-Loire.
En 2010, le climat de la commune est de type climat du Bassin du Sud-Ouest, selon une étude du Centre national de la recherche scientifique s'appuyant sur une série de données couvrant la période 1971-2000. En 2020, Météo-France publie une typologie des climats de la France métropolitaine dans laquelle la commune est exposée à un climat de montagne ou de marges de montagne et est dans la région climatique Nord-est du Massif Central, caractérisée par une pluviométrie annuelle de 800 à 1 200 mm, bien répartie dans l’année.
Pour la période 1971-2000, la température annuelle moyenne est de 10,8 °C, avec une amplitude thermique annuelle de 16,7 °C. Le cumul annuel moyen de précipitations est de 577 mm, avec 7,4 jours de précipitations en janvier et 6,4 jours en juillet. Pour la période 1991-2020, la température moyenne annuelle observée sur la station météorologique de Météo-France la plus proche, « Fontannes », sur la commune de Fontannes à 14 km à vol d'oiseau, est de 11,4 °C et le cumul annuel moyen de précipitations est de 611,9 mm,. Pour l'avenir, les paramètres climatiques de la commune estimés pour 2050 selon différents scénarios d'émission de gaz à effet de serre sont consultables sur un site dédié publié par Météo-France en novembre 2022.

## Urbanisme

### Typologie
Au 1er janvier 2024, Frugerès-les-Mines est catégorisée bourg rural, selon la nouvelle grille communale de densité à sept niveaux définie par l'Insee en 2022.
Elle appartient à l'unité urbaine de Brassac-les-Mines, une agglomération inter-départementale regroupant six  communes, dont elle est une commune de la banlieue,,. Par ailleurs la commune fait partie de l'aire d'attraction d'Issoire, dont elle est une commune de la couronne,. Cette aire, qui regroupe 53 communes, est catégorisée dans les aires de moins de 50 000 habitants,.

### Occupation des sols
L'occupation des sols de la commune, telle qu'elle ressort de la base de données européenne d’occupation biophysique des sols Corine Land Cover (CLC), est marquée par l'importance des territoires agricoles (54,9 % en 2018), en diminution par rapport à 1990 (62,4 %). La répartition détaillée en 2018 est la suivante : 
terres arables (45,2 %), zones urbanisées (31 %), forêts (14,1 %), zones agricoles hétérogènes (4,9 %), prairies (4,8 %). L'évolution de l’occupation des sols de la commune et de ses infrastructures peut être observée sur les différentes représentations cartographiques du territoire : la carte de Cassini (XVIIIe siècle), la carte d'état-major (1820-1866) et les cartes ou photos aériennes de l'IGN pour la période actuelle (1950 à aujourd'hui).

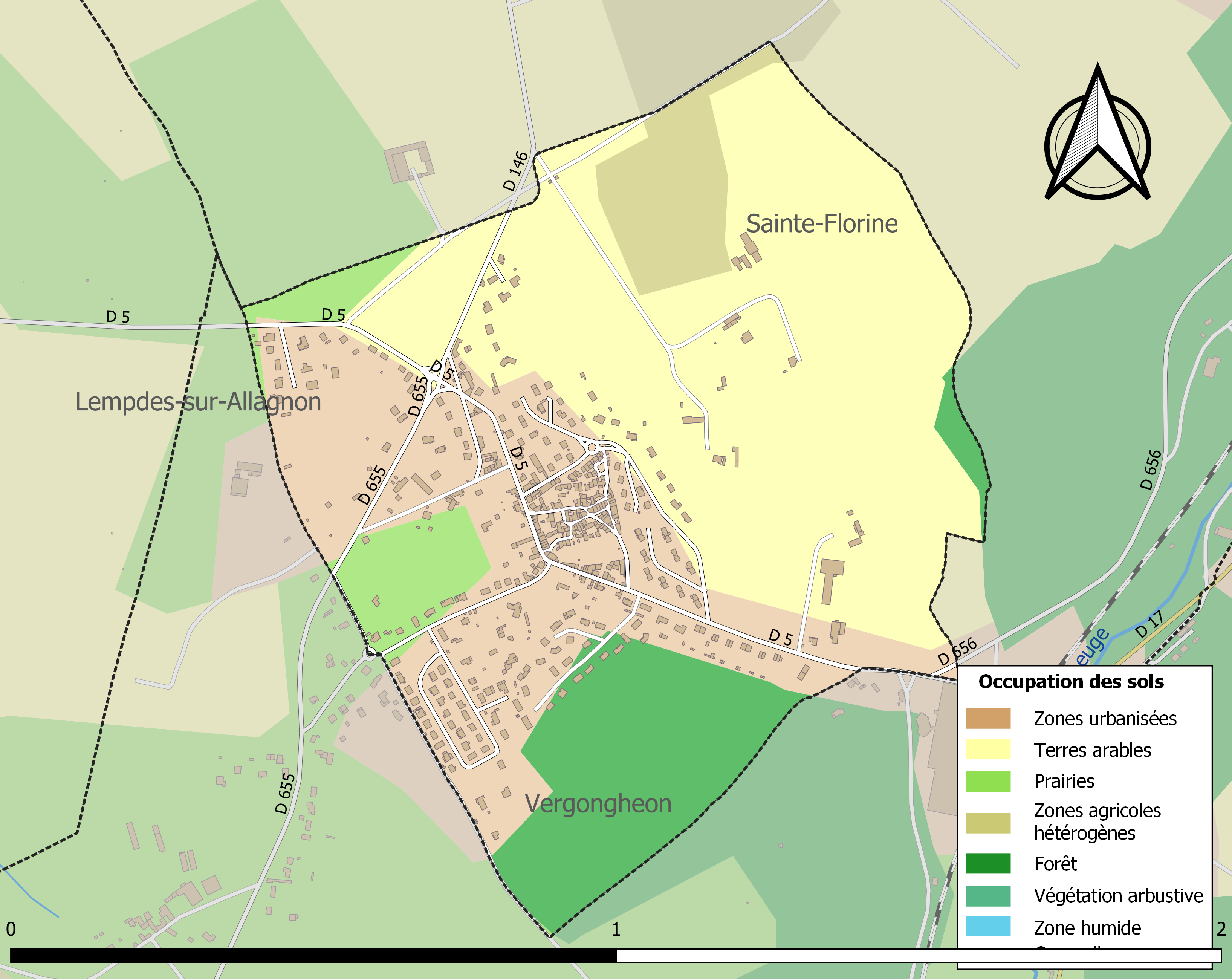
Carte des infrastructures et de l'occupation des sols de la commune en 2018 (CLC).

### Habitat et logement
En 2018, le nombre total de logements dans la commune était de 325, alors qu'il était de 309 en 2013 et de 293 en 2008.
Parmi ces logements, 84,2 % étaient des résidences principales, 3,6 % des résidences secondaires et 12,1 % des logements vacants. Ces logements étaient pour 97,5 % d'entre eux des maisons individuelles et pour 2,2 % des appartements.
Le tableau ci-dessous présente la typologie des logements à Frugères-les-Mines en 2018 en comparaison avec celle de la Haute-Loire et de la France entière. Une caractéristique marquante du parc de logements est ainsi une proportion de résidences secondaires et logements occasionnels (3,6 %) inférieure à celle du département (16,1 %) mais supérieure à celle de la France entière (9,7 %). Concernant le statut d'occupation de ces logements, 84,6 % des habitants de la commune sont propriétaires de leur logement (86,2 % en 2013), contre 70 % pour la Haute-Loire et 57,5 pour la France entière.
| Typologie                                               | Frugères-les-Mines | Haute-Loire | France entière |
| ------------------------------------------------------- | ------------------ | ----------- | -------------- |
| Résidences principales (en %)                           | 84,2               | 71,5        | 82,1           |
| Résidences secondaires et logements occasionnels (en %) | 3,6                | 16,1        | 9,7            |
| Logements vacants (en %)                                | 12,1               | 12,4        | 8,2            |

## Toponymie
Graphies anciennes : Frodegarius, 937 et Frotgeriarum 1272,.
Le nom officiel de la commune est Frugerès-les-Mines, Frugères-les-Mines n'étant qu'un nom d'usage. Le nom en occitan est Frogueiret.

## Histoire
Au XIIe siècle, fut fondé un hospice. Il dépendait de l'hôpital de Saint-Antoine en Viennois. Il avait pour vocation la thérapie du mal des ardents. Cette maladie était provoquée par l'absorption de farine contenant de l'ergotine ou alcaloïde de l'ergot du seigle (proche du LSD). Les malades présentaient des hallucinations, troubles psychiques commençant par des frissons, suivis de chaleurs avec impressions de brûlures.
En 1928, trois mineurs trouvent la mort dans une explosion au Puits de Coincy.
Au puits du Parc, le 20 mai 1952, un accident dû au gaz carbonique a causé la mort de douze mineurs. Il s'agit de la plus grosse catastrophe connue dans le bassin minier de Brassac.

## Politique et administration

### Découpage territorial
La commune de Frugerès-les-Mines est membre de la communauté de communes Auzon Communauté, un établissement public de coopération intercommunale (EPCI) à fiscalité propre créé le 21 décembre 2000 dont le siège est à Sainte-Florine. Ce dernier est par ailleurs membre d'autres groupements intercommunaux.
Sur le plan administratif, elle est rattachée à l'arrondissement de Brioude, au département de la Haute-Loire, en tant que circonscription administrative de l'État, et à la région Auvergne-Rhône-Alpes.
Sur le plan électoral, elle dépend du canton de Sainte-Florine pour l'élection des conseillers départementaux, depuis le redécoupage cantonal de 2014 entré en vigueur en 2015, et de la deuxième circonscription de la Haute-Loire   pour les élections législatives, depuis le redécoupage électoral de 1986.

### Liste des maires
| Période                                  | Période                    | Identité        | Étiquette | Qualité |
| ---------------------------------------- | -------------------------- | --------------- | --------- | ------- |
| Les données manquantes sont à compléter. |                            |                 |           |         |
| mars 2001                                | En cours (au 27 août 2014) | André Ollagnier | SE        |         |

### Tendances politiques et résultats
| Scrutin             | Scrutin             | 1er tour | 1er tour | 1er tour | 1er tour | 1er tour | 1er tour | 1er tour | 1er tour    | 1er tour | 1er tour | 1er tour | 1er tour | 2d tour | 2d tour | 2d tour | 2d tour | 2d tour | 2d tour |
| Scrutin             | Scrutin             | 1er      | 1er      | %        | 2e       | 2e       | %        | 3e       | 3e          | %        | 4e       | 4e       | %        | 1er     | 1er     | %       | 2e      | 2e      | %       |
| ------------------- | ------------------- | -------- | -------- | -------- | -------- | -------- | -------- | -------- | ----------- | -------- | -------- | -------- | -------- | ------- | ------- | ------- | ------- | ------- | ------- |
| Présidentielle 2017 | Présidentielle 2017 |          | LFI      | 27,42    |          | RN       | 25,42    |          | EM          | 19,73    |          | LR       | 11,37    |         | RN      | 50,80   |         | EM      | 49,20   |
| Présidentielle 2022 | Présidentielle 2022 |          | RN       | 36,17    |          | EM       | 24,11    |          | LFI         | 17,73    |          | RES      | 6,38     |         | RN      | 60,56   |         | EM      | 39,44   |
| Législatives 2022   | 2e                  |          | LR       | 41,85    |          | RN       | 21,20    |          | LFI (NUPES) | 14,13    |          | PR (ENS) | 13,04    |         | LR      | 61,97   |         | LFI     | 38,03   |
| Législatives 2024   | 2e                  |          | RN       | 44,36    |          | LR       | 26,46    |          | PS (NFP)    | 14,79    |          | RE (ENS) | 11,67    |         | LR      | 53,41   |         | RN      | 46,59   |

## Population et société

### Démographie

#### Évolution démographique
L'évolution du nombre d'habitants est connue à travers les recensements de la population effectués dans la commune depuis 1793. Pour les communes de moins de 10 000 habitants, une enquête de recensement portant sur toute la population est réalisée tous les cinq ans, les populations de référence des années intermédiaires étant quant à elles estimées par interpolation ou extrapolation. Pour la commune, le premier recensement exhaustif entrant dans le cadre du nouveau dispositif a été réalisé en 2004.

En 2022, la commune comptait 551 habitants, en évolution de −1,43 % par rapport à 2016 (Haute-Loire : +0,36 %, France hors Mayotte : +2,11 %).
| 1793 | 1800 | 1806 | 1821 | 1831 | 1836 | 1841 | 1846 | 1851 |
| ---- | ---- | ---- | ---- | ---- | ---- | ---- | ---- | ---- |
| 166  | 181  | 190  | 190  | 247  | 215  | 300  | 304  | 322  |

| 1856 | 1861 | 1866 | 1872 | 1876 | 1881 | 1886 | 1891 | 1896 |
| ---- | ---- | ---- | ---- | ---- | ---- | ---- | ---- | ---- |
| 329  | 341  | 368  | 378  | 403  | 429  | 455  | 424  | 531  |

| 1901 | 1906 | 1911 | 1921 | 1926 | 1931 | 1936 | 1946 | 1954 |
| ---- | ---- | ---- | ---- | ---- | ---- | ---- | ---- | ---- |
| 545  | 533  | 534  | 450  | 435  | 430  | 379  | 396  | 449  |

| 1962 | 1968 | 1975 | 1982 | 1990 | 1999 | 2004 | 2006 | 2009 |
| ---- | ---- | ---- | ---- | ---- | ---- | ---- | ---- | ---- |
| 491  | 524  | 564  | 647  | 567  | 498  | 496  | 520  | 515  |

| 2014 | 2019 | 2022 | - | - | - | - | - | - |
| ---- | ---- | ---- | - | - | - | - | - | - |
| 550  | 552  | 551  | - | - | - | - | - | - |

#### Pyramide des âges
La population de la commune est relativement âgée.
En 2018, le taux de personnes d'un âge inférieur à 30 ans s'élève à 29 %, soit en dessous de la moyenne départementale (31 %). À l'inverse, le taux de personnes d'âge supérieur à 60 ans est de 33,4 % la même année, alors qu'il est de 31,1 % au niveau départemental.
En 2018, la commune comptait 276 hommes pour 278 femmes, soit un taux de 50,18 % de femmes, légèrement inférieur au taux départemental (50,87 %).
Les pyramides des âges de la commune et du département s'établissent comme suit.
| Hommes | Classe d’âge | Femmes |
| ------ | ------------ | ------ |
| 0,7    | 90 ou +      | 2,2    |
| 6,9    | 75-89 ans    | 12,3   |
| 20,7   | 60-74 ans    | 23,8   |
| 16,7   | 45-59 ans    | 16,2   |
| 21,8   | 30-44 ans    | 20,6   |
| 13,1   | 15-29 ans    | 8,7    |
| 20,0   | 0-14 ans     | 16,2   |

| Hommes | Classe d’âge | Femmes |
| ------ | ------------ | ------ |
| 0,9    | 90 ou +      | 2,5    |
| 8,4    | 75-89 ans    | 11,7   |
| 20,4   | 60-74 ans    | 20,5   |
| 21,3   | 45-59 ans    | 20,3   |
| 16,8   | 30-44 ans    | 16,3   |
| 15,2   | 15-29 ans    | 13,2   |
| 17     | 0-14 ans     | 15,6   |

## Économie

### Revenus
En 2018, la commune compte 274 ménages fiscaux, regroupant 558 personnes. La médiane du revenu disponible par unité de consommation est de 20 820 € (20 800 € dans le département).

### Emploi
| Division       | 2008  | 2013  | 2018  |
| -------------- | ----- | ----- | ----- |
| Commune        | 7,5 % | 5,9 % | 8,9 % |
| Département    | 6,3 % | 7,7 % | 7,7 % |
| France entière | 8,3 % | 10 %  | 10 %  |

En 2018, la population âgée de 15 à 64 ans s'élève à 293 personnes, parmi lesquelles on compte 82,5 % d'actifs (73,6 % ayant un emploi et 8,9 % de chômeurs) et 17,5 % d'inactifs,. Depuis 2008, le taux de chômage communal (au sens du recensement) des 15-64 ans est supérieur à celui du département, mais inférieur à celui de la France.
La commune fait partie de la couronne de l'aire d'attraction d'Issoire, du fait qu'au moins 15 % des actifs travaillent dans le pôle,. Elle compte 39 emplois en 2018, contre 48 en 2013 et 44 en 2008. Le nombre d'actifs ayant un emploi résidant dans la commune est de 218, soit un indicateur de concentration d'emploi de 18,1 % et un taux d'activité parmi les 15 ans ou plus de 53,8 %.
Sur ces 218 actifs de 15 ans ou plus ayant un emploi, 13 travaillent dans la commune, soit 6 % des habitants. Pour se rendre au travail, 96,8 % des habitants utilisent un véhicule personnel ou de fonction à quatre roues, 0,5 % les transports en commun, 1,4 % s'y rendent en deux-roues, à vélo ou à pied et 1,4 % n'ont pas besoin de transport (travail au domicile).

## Culture locale et patrimoine

### Lieux et monuments
- Château détruit de Frugères.
- La congrégation des Hospitaliers de Saint-Antoine[32].
- Église dédiée à saint Antoine.
- Au no 26 de la rue de la Combes, on trouve l'École conceptuelle Sainte-Heugnette autrefois implantée dans le 16e arrondissement de Paris.